# Iwona Kozłowska
Iwona Maria Kozłowska z domu Poźniak (ur. 11 sierpnia 1963 w Więcborku) – polska nauczycielka, pedagog, działaczka samorządowa i polityk, posłanka na Sejm VII, IX i X kadencji.

## Życiorys
W 1986 ukończyła pedagogikę w Wyższej Szkole Pedagogicznej w Bydgoszczy. Została także absolwentką studiów podyplomowych w zakresie neurologopedii (2002) i surdologopedii (2003) na Uniwersytecie Gdańskim oraz organizacji pomocy społecznej. Pracowała jako nauczycielka i terapeutka w Zespole Szkół w Pęperzynie. Przez trzy lata była p.o. dyrektora Domu Pomocy Społecznej w Kamieniu Krajeńskim, w 2010 została dyrektorką tej placówki.
Przystąpiła do Platformy Obywatelskiej. W wyborach samorządowych w 2006 i w 2010 uzyskiwała mandat radnej sejmiku kujawsko-pomorskiego. Była m.in. przewodniczącą klubu radnych PO. Bez powodzenia kandydowała do Sejmu w wyborach w 2007. Powołana w skład zespołu ds. rozwiązań systemowych przy Ministerstwie Pracy i Polityki Społecznej, została też przewodniczącą rady społecznej Wojewódzkiego Szpitala Dziecięcego w Bydgoszczy.
Kandydowała do Sejmu w kolejnych wyborach w 2011. Uzyskała wówczas mandat poselski, otrzymując 4668 głosów w okręgu bydgoskim. W Sejmie VII kadencji była członkinią Komisji Polityki Społecznej i Rodziny oraz Komisji Rolnictwa i Rozwoju Wsi.
W wyborach w 2015 nie uzyskała poselskiej reelekcji. W 2019 ponownie została wybrana do Sejmu, kandydując z ramienia Koalicji Obywatelskiej i otrzymując 9325 głosów. Nie należała wówczas do PO, jednak w trakcie kadencji ponownie wstąpiła do tej partii. W wyborach w 2023 z powodzeniem ubiegała się o poselską reelekcję (z wynikiem 14 514 głosów). W X kadencji objęła funkcję wiceprzewodniczącej Komisji Polityki Senioralnej. W 2024 z ramienia KO bez powodzenia wystartowała w wyborach do Parlamentu Europejskiego z okręgu nr 2 (uzyskując 7939 głosów).

## Wyniki w wyborach ogólnopolskich
| Wybory | Komitet wyborczy                | Komitet wyborczy      | Organ            | Okręg        | Wynik        |
| ------ | ------------------------------- | --------------------- | ---------------- | ------------ | ------------ |
| 2007   |                                 | Platforma Obywatelska | Sejm VI kadencji | nr 4         | 2345 (0,56%) |
| 2011   | Sejm VII kadencji               | Platforma Obywatelska | 4668 (1,27%)     | nr 4         |              |
| 2015   | Sejm VIII kadencji              | Platforma Obywatelska | 6406 (1,71%)     | nr 4         |              |
| 2019   |                                 | Koalicja Obywatelska  | Sejm IX kadencji | nr 4         | 9325 (2,03%) |
| 2023   | Sejm X kadencji                 | Koalicja Obywatelska  | 14 514 (2,72%)   | nr 4         |              |
| 2024   | Parlament Europejski X kadencji | Koalicja Obywatelska  | nr 2             | 7939 (1,46%) |              |

## Życie prywatne
Jest mężatką, ma trzech synów.